# Transport Tower

Der Tower nach dem Brand von 2006

Der Transport Tower (russisch Транспорт Тауэр) ist ein Wolkenkratzer in der kasachischen Hauptstadt Astana. Er ist Sitz des Ministeriums für Verkehr und Kommunikation und des Ministeriums für Industrie und Neue Technologien der Republik Kasachstan.
Mit einer Höhe von circa 155 Metern war es von 2003 bis 2008 das höchste Gebäude in Astana.

## Gebäude
Der Transport Tower befindet sich im neuen Regierungsviertel Astanas an einem großen Platz am Ende des Water-Green Boulevard, an dem sich auch der Bajterek-Turm, das Wahrzeichen der Stadt, befindet. Gegenüber liegt der Hauptsitz des staatlichen kasachischen Mineralölunternehmens KazMunayGas.
Die Höhe bis zur Spitze des Gebäudes beträgt 155,15 m, wobei die Antenne selbst 25 m hoch ist. Es gibt 34 Stockwerke, von denen die Stockwerke 12, 22 und 32 als technische Stockwerke dienen. Im 32. Stockwerk befindet sich in einer Höhe von 109 Metern eine Aussichtsplattform.

## Geschichte
Der Transport Tower wurde am 24. Oktober 2003 durch den amtierenden kasachischen Präsidenten Nursultan Nasarbajew eröffnet.
Am 30. Mai 2006 um 10:09 Uhr UTC (16:09 Uhr Ortszeit am 30. Mai 2006) brach im 30. Stockwerk des Transport Tower ein Brand aus, in dessen Folge mehr als 2000 Menschen aus dem Gebäude evakuiert wurden. Das Feuer breitete sich durch das Treppenhaus bis in die unteren Etagen und zur Spitze des Gebäudes hin aus. Dabei wurden drei Menschen verletzt. Es entstand ein Schaden in Höhe von 1,2 Milliarden Tenge. Die Mitarbeiter der beiden im Turm untergebrachten Ministerien mussten ihre Arbeit im kasachischen Außenministerium fortsetzen.